# Рутстрём, Юлиус
Брур Улоф Юлий (Юлиус) Рутстрём (швед. Bror Olof Julius Ruthström, 30 декабря 1877, Стокгольм — 2 апреля 1944, там же) — шведский скрипач.
В 1894—1899 годах учился в Королевской консерватории в Стокгольме. В 1907—1909 гг. был концертмейстером в Гётеборгском симфоническом оркестре. Руководил также струнным квартетом. Преподавал в консерватории с 1912 по 1942 гг., в 1933 году получил звание профессора (sv:Professors namn). Избран членом (№ 543) Королевской академии музыки 31 октября 1912 года.